# Lützeni csata (1813)
A lützeni csatában 1813. május 2-án Napóleon császár az oroszországi hadjárat utáni újjászervezett francia–lengyel seregével csapdába csalta a hatodik koalíció nehézkesen mozgó orosz és porosz erőit. Az orosz parancsnok Peter Wittgenstein – aki Lipcsében megpróbálta Napóleont foglyul ejteni – Napóleon elővédjét támadta meg Lützen mellett. Egy napi kemény csata után az egyesített porosz és orosz erők meghátráltak, de lovasság nélkül a franciák sem tudták üldözni őket. (A csatát großgörschen-i csatának is nevezik)

## Előzmények
Napóleon katasztrofális vereséggel végződött oroszországi hadjárata után ismét egy új koalíció alakult a francia császár ellen. Eleget kellett tennie annak, hogy több mint 200 ezres sereget gyűjtsön össze beleszámítva  a nagymértékben tapasztalatlan, éppen hogy kiképzett újoncokat és a sebtiben összeszedett lovakat. (A harcedzett veteránok és a lovak nagy része Oroszországban elpusztult.) Átkelt Németországba a Rajnán a régi Grande Armée maradványaival és gyors támadást indított az új koalíció erői ellen, mielőtt azok túlságosan megerősödtek volna.
Április 30-án átkelt a Saale folyón Lipcse irányába három elővédnek szánt hadosztállyal. A haditervének lényege az volt, hogy áttöri a szövetségesek belső vonalát, szétválasztva őket külön-külön megveri őket, mielőtt egyesülni tudnának.Azonban a gyakorlatlan lovasság és a hibás felderítés következtében mégis koncentrálta a szövetséges erőket a saját jobbszárnyától délre.
Ney serege meglepetésszerű támadást indított a Lützen és Lipcse közti úton. A csata előestéjén az egyik francia tábornokot, Jean-Baptiste Bessières marsallt egy eltévedt ágyúgolyó halálosan megsebezte Rippach közelében.

## A csata
Napóleon éppen a nagy elődök csatáját (1632) és csatamezőjét tanulmányozta a harmincéves háború idejéből, emlékezetből idegenvezetőt játszva a vezérkarának, amikor ágyúszót hallott. Azonnal félbeszakította a „túrát” és az ágyúszó irányába lovagolt. Megérkezve a helyszínre gyorsan felmérte a helyzetet és úgy döntött Ney hadtestéről, hogy az fogja játszani a "csalétket" a csapdában. Megparancsolta tábornokának, hogy harcolva vonuljon vissza Lützen irányába, miközben ő erősítést küld neki, védelmi pozíciót vesz fel két falu körül a várostól délre. Amikor ezek a hadosztályok készen állnak, a hadtest többi része visszahúzódik feléjük, ezzel támadásra ingerlik a szövetségeseket. Ezalatt Napóleon az erős, 110 000-es francia fősereggel körbezárja a szövetségesek szárnyait és ellentámadásba megy át.
Wittgenstein és Blücher „bekapta a csalit”, nyomást gyakoroltak Neyre, ezzel ráakadtak Napóleon „horgára”. Előrenyomulásuk elakadt, megfeneklett. Amikor Ney hadseregét megerősítették, ágyúk tömege kezdett el gyilkos zárótüzet lőni Wittgenstein centruma felé. Napóleon saját maga nyomult előre a Gárdával, masszív ellentámadást vezetve a szövetségesek szárnyai felé. Wittgenstein és Blücher Austerlitz méretű fájdalmas vereség elébe nézhettek volna, de a „zöldfülű” és kifáradt francia haderő, ami egész napos küzdelmen esett át, nem akarta folytatni a harcot. Ezenkívül leszállt a sötétség és az éjszaka közeledett, a szövetségesek ezt követően rendezetten visszavonultak. A francia lovasság hiánya most megmutatkozott az üldözésnél. Mindkét oldal 20 000 embert vesztett, sokan vitatták, hogy ki veszített többet.  Wittgenstein és Blücher szürkületre meghátrált és Napóleon uralta Lützent és a harcmezőt.

## Eredmények
A szövetségeseknek szerencséje volt. Ha a csata korábban kezdődött volna el és Napóleonnak frissebb erői lettek volna és több ideje, akkor ez a csata „második Austerlitzként” vonul be a történelembe. Ez a csata megmutatta a szövetségeseknek, hogy Napóleon még mindig veszélyes ellenfél. Wittgenstein és Blücher tovább nyomult Drezda felé. Új stratégiát kellett kidolgozniuk (Trachenberg-terv), amellyel kerülték a nyílt, nagy csatákat; az alárendelt tábornokokat támadták meg a császár helyett, így gyengítve hadseregét. Időközben hatalmas, mindent elsöprő erővé akarták egyesíteni erőiket a császár ellen.
A csatában Gerhard von Scharnhorst, Wittgenstein vezérkari tisztje megsebesült, ugyan a sebesülés nem volt nagy, de a sietős visszavonulásban nem tudták megfelelően ellátni, ezért seblázban meghalt.